# 東理夫
東 理夫（ひがし みちお、1941年8月2日 - ）は、日本の作家、エッセイスト、翻訳家。
東京都出身。神奈川県鎌倉市在住。

## 経歴
両親はバンクーバー出身の日系カナダ人2世。太平洋戦争勃発前にカナダの排日運動の影響で満州に渡り、終戦後は日本に引き揚げる。新聞記者だった父は日本語の読み書きが出来たが、母は出来なかったため家にこもって生涯を過ごしたという。
立教大学文学部心理学科中退。日本冒険作家クラブ、日本文芸家協会、各会員。
小説、翻訳、アメリカ合衆国にまつわる音楽、食文化の評論、人物評伝などをテーマに執筆する。進駐軍放送のAFRSを聴いて育ち、学生時代からカントリー音楽のファンになり、ナッシュビルを訪れ、一時はジミー時田のバンドでも活動する。1960年代フォークソングブームの火付け役で、自著のフォークギターの教則本はベストセラーになった。日本におけるブルーグラスの紹介者、演奏者としても知られる。テネシー州の名誉市民。伏見威蕃、沢野ひとしとカントリー・バンドを組んでいる。
1986年、『スペンサーの料理』（馬場啓一との共著）で第4回日本冒険小説協会大賞最優秀エッセイ賞を受賞。2011年、2011年度国際理解促進図書優秀賞を受賞（「アメリカは歌う。」）。

## 主な著作

### 単著
- 『あの車に逢いたい アメリカン・カー・グラフィティ』（佐藤秀明写真、晶文社） 1986年
- 『ミステリ亭の献立帖』（晶文社） 1988年
- 『センチメンタルシティララバイ 湘南海岸探偵事務所』（徳間書店） 1988年
- 『南青山探偵事務所』（早川書房） 1988年
- 『夜もブルースを唄う』（徳間書店） 1990年
- 『湘南』（早川書房） 1993年
- 『デューク・カハナモク - 幻の世界記録を泳いだ男』（メディアファクトリー） 1993年
- 『荒野をめざす - 魂のハイウェイ・ルート66』（研究社出版） 1994年
- 『ガラクタをめぐる旅 - アメリカン・ヒーローたちを追って』（早川書房） 1995年
- 『一九一二年オリンピック、あの夏の男たち』（新潮社） 1996年
- 『ケンタッキー・バーボン紀行』（東京書籍） 1997年
- 『ルート66 - アメリカ・マザーロードの歴史と旅』（丸善） 1997年
- 『エルヴィス・プレスリー - 世界を変えた男』（文藝春秋） 1999年
- 『クックブックに見るアメリカ食の謎』（東京創元社） 2000年
- 『旅の理由』（ホーム社） 2002年
- 『トマトの味噌汁』（光文社） 2005年
- 『ワイキキ探偵事務所』（光文社） 2006年
- 『グッドナイト&グッドラック』（早川書房） 2006年
- 『グラスの縁から』（ゴマブックス） 2009年
- 『5弦バンジョー教本』（エー・ティ・エヌ） 2009年
- 『アメリカは歌う。 - 歌に秘められた、アメリカの謎』（作品社） 2010年
- 『マティーニからはじまる夜 読むお酒』（有楽出版社） 2014年
- 『アメリカは食べる。 アメリカ食文化の謎をめぐる旅 Homesick Blues』（作品社） 2015年

### 共著
- 『スペンサーの料理』（馬場啓一共著、早川書房） 1985年
- 『一生モン - 人生の質を高める逸品』（松山猛,出石尚三共著、講談社） 1999年

## 翻訳
- 『16品の殺人メニュー』（アイザック・アシモフ編、新潮社） 1996年
- 『コートインサイド - カリフォルニアの海が教えてくれた』（ダニエル・デュエイン、日之出出版） 1998年
- 『ミリオンダラー・ベイビー』（F・X・トゥール、早川書房） 2004年
- 『ブラック・ダリアの真実』上・下（スティーヴ・ホデル、早川書房） 2006年